# Eleições gerais no Reino Unido em 1950
As eleições gerais no Reino Unido em 1950 foram realizadas a 23 de fevereiro para eleger os 625 assentos da Câmara dos Comuns do Reino Unido.
Após 5 anos em que embarcaram no cumprimento do seu programa de 1945 como a nacionalização de sectores estratégicos da economia e criação de um estado social, o Partido Trabalhista, liderado por Clement Atlee, voltou a vencer as eleições, ao obter 46% dos votos, embora, tenha se ficado com uma maioria bastante mais reduzida, perdendo mais de 70 assentos em relação a 1945.
O Partido Conservador, liderado por Winston Churchill, aceitou muita das reformas introduzidas pelos trabalhista, conseguiu recuperar em relação ao mau resultado de 1945, obtendo 40% dos votos e 298 deputados, um aumento de mais de 80 assentos em comparação com 1945.
Clement Atlee manteria-se no cargo de primeiro-ministro, embora, um ano depois, novas eleições tenham sido convocadas.

## Resultados Oficiais
| Partido                 | Partido                  | Votos      | %    | +/-     | Deputados | +/-     |
| ----------------------- | ------------------------ | ---------- | ---- | ------- | --------- | ------- |
|                         | Partido Trabalhista      | 13 266 176 | 46,1 | 1,6     | 315 / 625 | 78      |
|                         | Partido Conservador      | 12 494 404 | 43,4 | 4,3     | 282 / 625 | 85      |
|                         | Partido Liberal          | 2 621 487  | 9,1  | 0,1     | 9 / 625   | 3       |
|                         | Partido Liberal Nacional | 985 343    | 3,4  | 0,5     | 16 / 625  | 5       |
|                         | Partido Nacionalista     | 65 211     | 0,2  | 0,2     | 2 / 625   | Estável |
|                         | Independente Liberal     | 15 066     | 0,1  | Estável | 1 / 625   | 1       |
|                         | Outros                   | 310 780    | 1,2  |         | 0 / 625   |         |
| Total                   | Total                    | 28 771 124 | 100  |         | 625 / 625 | 15      |
| Eleitorado/Participação | Eleitorado/Participação  | 34 292 162 | 83,9 | 11,1    |           |         |